# Festival Internacional de Cinema de Sant Sebastià 2009
La 57a edició del Festival Internacional de Cinema de Sant Sebastià va tenir lloc entre el 18 i el 26 de setembre de 2009 a Sant Sebastià.
A partir d'aquesta edició, el festival va passar a durar nou dies, de divendres a dissabte, és a dir un dia menys comparat amb les edicions anteriors (que duraven 10 dies des d'almenys l'any 2000, excepte en els anys 2003 i 2004 on van durar 11 i 9 dies respectivament). La gala d'inauguració fou presentada per Francis Lorenzo, Bárbara Goenaga i Edurne Ormazabal. La concessió dels premis no va estar exempta de polèmica. La cerimònia de clausura fou presentada per Inma Cuesta i Edurne Ormazabal.

## Jurats

### Jurat de la Secció Oficial
- Laurent Cantet (president)
- Bong Joon-ho
- Daniel Giménez Cacho
- John Madden
- Leonor Silveira
- Pilar López de Ayala
- Samira Makhmalbaf

## Pel·lícules

### Secció Oficial
(15 pel·lícules a concurs)
| Pel·lícula                        | Director                       | País                    |
| --------------------------------- | ------------------------------ | ----------------------- |
| 11'e 10 kala                      | Pelin Esmer                    | Turquia França Alemanya |
| Chloe                             | Atom Egoyan                    | Canadà França           |
| Blessed                           | Ana Kokkinos                   | Austràlia               |
| Ciutat de vida i mort             | Lu Chuan                       | R.P. de la Xina         |
| Los condenados                    | Isaki Lacuesta                 | Espanya                 |
| Get Low                           | Aaron Schneider                | Estats Units            |
| Hadewijch                         | Bruno Dumont                   | França                  |
| Keshtzarhaye sepid                | Mohammad Rasoulof              | Iran                    |
| Non ma fille tu n'iras pas danser | Christophe Honoré              | França                  |
| Le Refuge                         | François Ozon                  | França                  |
| La mujer sin piano                | Javier Rebollo                 | Espanya França          |
| El secreto de sus ojos            | Juan José Campanella           | Argentina Espanya       |
| This is love                      | Matthias Glasner               | Alemanya                |
| Yeong-do Da-ri/ I Came from Busan | Jeon Soo-il                    | Corea del Sud           |
| Yo, también                       | Álvaro Pastor, Antonio Naharro | Espanya                 |
| Fora de concurs:                  |                                |                         |
| El baile de la Victoria           | Fernando Trueba                | Espanya                 |
| Mares i filles                    | Rodrigo García                 | Estats Units            |

### Perlak[9]
(15 películas; per completar)
| Pel·lícula        | Director          | País                           |
| ----------------- | ----------------- | ------------------------------ |
| Maleïts malparits | Quentin Tarantino | Estats Units Alemanya          |
| Precious          | Lee Daniels       | Estats Units                   |
| Das weiße Band    | Michael Haneke    | Alemanya Àustria França Itàlia |
| Taking Woodstock  | Ang Lee           | Alemanya Estats Units          |
| Vengeance         | Johnnie To        | Hong Kong                      |

### Retrospectives
- Retrospectiva Clàssica: Richard Brooks.
- Retrospectiva Temàtica: La Contraonada. Novíssim Cinema Francès.

## Palmarès

### Premis oficials
- Conquilla d'Or a la millor pel·lícula: Ciutat de vida i mort de Lu Chuan.[10]
- Premi Especial del jurat: Le refuge de François Ozon.
- Conquilla de Plata al millor director: Javier Rebollo per La mujer sin piano.
- Conquilla de Plata a la millor actriu: Lola Dueñas per Yo, también.
- Conquilla de Plata al millor actor: Pablo Pineda per Yo, también.
- Premi del jurat a la millor fotografia: Cao Yu per Ciutat de vida i mort.
- Premi del jurat al millor guió: Andrews Bowell, Melissa Reeves, Patricia Cornelius i Christos Tsiolkas per Blessed.

### Premis no oficials
- Premi Kutxa–Nous directors: Le jour où Dieu est parti en voyage del director Philippe Van Leeuw.
  -  Menció especial: Sammen / Together del director Matias Armand Jordal.
- Premi Horizontes: Gigante del director Adrián Biniez.
  -  Menció especial: Francia del director Israel Adrián Caetano.
- Premi TCM del Públic: Precious de Lee Daniels.
  -  Premi pel·lícula europea: Desert flower de Sherry Hormann.

### Premi Donostia
- Ian McKellen